# Penda Mbow
Pour les articles homonymes, voir M'Bow.
Penda Mbow (née en 1955) est une historienne et une militante sénégalaise. Ministre de la Culture dans le gouvernement Boye pendant quelques mois en 2001, elle est maître-assistante d'histoire médiévale à l'université Cheikh-Anta-Diop de Dakar et présidente du Mouvement citoyen.

## Biographie
Penda Mbow est née le 4 janvier 1955.
En 1986 elle obtient un doctorat d'histoire médiévale à l'université de Provence avec une thèse de 3e cycle intitulée L’aristocratie militaire mameluke d’après le cadastre d’Ibn al-Ji’an : éléments de comparaison avec la France.
En 2004, elle contribue à l'ouvrage Notre corps, notre santé. La santé sexuelle des femmes en Afrique subsaharienne, codirigé par Codou Bop et Fatou Sow.
Le 22 mai 2011 elle reçoit le prix Jean-Paul II pour la paix, une distinction décernée par le Vatican qui lui a été remise par le nonce apostolique, Luis Mariano Montemayor.

### Vie privée
Elle est depuis 2017 l'épouse de Saliou Mbaye.

## Écrits (sélection)
- (sous la direction de) Hommes et femmes entre sphères publique et privée, 2005